# أسفل الحنكة (ردفان)

تعديل مصدري - تعديل

اسفل الحنكة هي إحدى قرى عزلة الحبيلين بمديرية ردفان التابعة لمحافظة لحج، بلغ تعداد سكانها 27 نسمة حسب تعداد اليمن لعام 2004.